# Оскар (кинопремия, 1980)
52-я церемония вручения наград премии «Оскар» за заслуги в области кинематографа за 1979 год состоялась 14 апреля 1980 года в Dorothy Chandler Pavilion (Лос-Анджелес, Калифорния).

## Фильмы, получившие несколько номинаций
| Фильм                                                  | номинации | победы |
| ------------------------------------------------------ | --------- | ------ |
| • Крамер против Крамера / Kramer vs. Kramer            | 9         | 5      |
| • Весь этот джаз / All That Jazz                       | 9         | 4      |
| • Апокалипсис сегодня / Apocalypse Now                 | 8         | 2      |
| • Уходя в отрыв / Breaking Away                        | 5         | 1      |
| • Норма Рэй / Norma Rae                                | 4         | 2      |
| • Китайский синдром / The China Syndrome               | 4         | 0      |
| • Роза / The Rose                                      | 4         | 0      |
| • Чёрный скакун / The Black Stallion                   | 2         | 0 + 1  |
| • Клетка для чудиков / La cage aux folles              | 3         | 0      |
| • Звёздный путь: Фильм / Star Trek: The Motion Picture | 3         | 0      |
| • Тысяча девятьсот сорок первый / 1941                 | 3         | 0      |
| • Будучи там / Being There                             | 2         | 1      |
| • Маленький роман / A Little Romance                   | 2         | 1      |
| • Чужой / Alien                                        | 2         | 1      |
| • Правосудие для всех / …And Justice For All           | 2         | 0      |
| • Начать сначала / Starting Over                       | 2         | 0      |
| • Манхэттен / Manhattan                                | 2         | 0      |
| • Десятка / 10                                         | 2         | 0      |
| • Маппеты / The Muppet Movie                           | 2         | 0      |
| • Чёрная дыра / The Black Hole                         | 2         | 0      |

## Список лауреатов и номинантов
★ Победители выделены отдельным цветом. 

### Основные категории
| Категории                                                  | Лауреаты и номинанты                                                                                                 | Лауреаты и номинанты                                                             |
| ---------------------------------------------------------- | --- | -------------------------------------------------------------------------------- |
| Лучший фильм                                               | ★ Крамер против Крамера (продюсер: Стэнли Р. Джаффе)                                                                 | ★ Крамер против Крамера (продюсер: Стэнли Р. Джаффе)                             |
| Лучший фильм                                               | • Весь этот джаз (продюсер: Роберт Алан Артур (посмертно)                                                            |                                                                                  |
| Лучший фильм                                               | • Апокалипсис сегодня (продюсер: Фрэнсис Форд Коппола; сопродюсеры: Фред Рус, Грэй Фредериксон и Том Штернберг)      |                                                                                  |
| Лучший фильм                                               | • Уходя в отрыв (продюсер: Питер Йетс)                                                                               |                                                                                  |
| Лучший фильм                                               | • Норма Рэй (продюсеры: Тамара Ассеев и Александра Роуз)                                                             |                                                                                  |
| Лучший режиссёр                                            | ★ Роберт Бентон за фильм «Крамер против Крамера»                                                                     | ★ Роберт Бентон за фильм «Крамер против Крамера»                                 |
| Лучший режиссёр                                            | • Боб Фосси — «Весь этот джаз»                                                                                       |                                                                                  |
| Лучший режиссёр                                            | • Фрэнсис Форд Коппола — «Апокалипсис сегодня»                                                                       |                                                                                  |
| Лучший режиссёр                                            | • Питер Йетс — «Уходя в отрыв»                                                                                       |                                                                                  |
| Лучший режиссёр                                            | • Эдуар Молинаро — «Клетка для чудиков»                                                                              |                                                                                  |
| Лучшая мужская роль                                        | | ★ Дастин Хоффман — «Крамер против Крамера» (за роль Теда Крамера)                |
| Лучшая мужская роль                                        | • Джек Леммон — «Китайский синдром» (за роль Джека Годелла)                                                          |                                                                                  |
| Лучшая мужская роль                                        | • Аль Пачино — «Правосудие для всех» (за роль Артура Киркланда)                                                      |                                                                                  |
| Лучшая мужская роль                                        | • Рой Шайдер — «Весь этот джаз» (за роль Джо Гидеона)                                                                |                                                                                  |
| Лучшая мужская роль                                        | • Питер Селлерс — «Будучи там» (за роль Шанса Гарденера)                                                             |                                                                                  |
| Лучшая женская роль                                        | | ★ Салли Филд — «Норма Рэй» (за роль Нормы Рэй Уэбстер)                           |
| Лучшая женская роль                                        | • Джилл Клейберг — «Начать сначала» (за роль Мэрилин Холмберг)                                                       |                                                                                  |
| Лучшая женская роль                                        | • Джейн Фонда — «Китайский синдром» (за роль Кимберли Уэллс)                                                         |                                                                                  |
| Лучшая женская роль                                        | • Марша Мейсон — «Глава вторая» (за роль Дженни Маклейн)                                                             |                                                                                  |
| Лучшая женская роль                                        | • Бетт Мидлер — «Роза» (за роль Мэри Роуз Фостер)                                                                    |                                                                                  |
| Лучшая мужская роль второго плана                          | Мелвин Дуглас | ★ Мелвин Дуглас — «Будучи там» (за роль Бенджамина Рэнда)                        |
| Лучшая мужская роль второго плана                          | Мелвин Дуглас | • Роберт Дюваль — «Апокалипсис сегодня» (за роль подполковника Билла Килгора)    |
| Лучшая мужская роль второго плана                          | Мелвин Дуглас | • Фредерик Форрест — «Роза» (за роль Хьюстона Дайера)                            |
| Лучшая мужская роль второго плана                          | Мелвин Дуглас | • Джастин Генри — «Крамер против Крамера» (за роль Билли Крамера)                |
| Лучшая мужская роль второго плана                          | Мелвин Дуглас | • Микки Руни — «Чёрный скакун» (за роль Генри Дейли)                             |
| Лучшая женская роль второго плана                          | Мерил Стрип | ★ Мерил Стрип — «Крамер против Крамера» (за роль Джоанны Крамер)                 |
| Лучшая женская роль второго плана                          | Мерил Стрип | • Джейн Александер — «Крамер против Крамера» (за роль Маргарет Фелпс)            |
| Лучшая женская роль второго плана                          | Мерил Стрип | • Барбара Бэрри — «Уходя в отрыв» (за роль Эвелин Столлер)                       |
| Лучшая женская роль второго плана                          | Мерил Стрип | • Кэндис Берген — «Начать сначала» (за роль Джессики Поттер)                     |
| Лучшая женская роль второго плана                          | Мерил Стрип | • Мэриел Хемингуэй — «Манхэттен» (за роль Трейси)                                |
| Лучший сценарий, созданный непосредственно для экранизации | Стив Тесич | ★ Стив Тесич — «Уходя в отрыв»                                                   |
| Лучший сценарий, созданный непосредственно для экранизации | Стив Тесич | • Роберт Алан Артур (посмертно) и Боб Фосс — «Весь этот джаз»                    |
| Лучший сценарий, созданный непосредственно для экранизации | Стив Тесич | • Валери Кёртин и Барри Левинсон — «Правосудие для всех»                         |
| Лучший сценарий, созданный непосредственно для экранизации | Стив Тесич | • Майк Грэй, Т. С. Кук и Джеймс Бриджес — «Китайский синдром»                    |
| Лучший сценарий, созданный непосредственно для экранизации | Стив Тесич | • Вуди Аллен и Маршалл Брикмен — «Манхэттен»                                     |
| Лучший адаптированный сценарий                             | ★ Роберт Бентон — «Крамер против Крамера» (по одноимённому роману Эвери Кормана)                                     | ★ Роберт Бентон — «Крамер против Крамера» (по одноимённому роману Эвери Кормана) |
| Лучший адаптированный сценарий                             | • Джон Милиус и Фрэнсис Форд Коппола — «Апокалипсис сегодня» (по роману Джозефа Конрада «Сердце тьмы»)               |                                                                                  |
| Лучший адаптированный сценарий                             | • Франсис Вебер, Эдуар Молинаро, Марчелло Данон и Жан Пуаре — «Клетка для чудиков» (по одноимённой пьесе Жана Пуаре) |                                                                                  |
| Лучший адаптированный сценарий                             | • Аллан Бёрнс — «Маленький роман» (по роману Патрика Ковина «E=mc2 mon amour»)                                       |                                                                                  |
| Лучший адаптированный сценарий                             | • Ирвинг Рэвеч и Харриет Фрэнк мл. — «Норма Рэй» (по книге Хэнка Лайферманна «Crystal Lee, a Woman of Inheritance»)  |                                                                                  |
| Лучший фильм на иностранном языке                          | ★ Жестяной барабан / Die Blechtrommel (ФРГ) реж. Фолькер Шлёндорф                                                    | ★ Жестяной барабан / Die Blechtrommel (ФРГ) реж. Фолькер Шлёндорф                |
| Лучший фильм на иностранном языке                          | • Барышни из Вилько / Panny z Wilka (Польша) реж. Анджей Вайда                                                       |                                                                                  |
| Лучший фильм на иностранном языке                          | • Маме исполняется сто лет / Mamá cumple cien años (Испания) реж. Карлос Саура                                       |                                                                                  |
| Лучший фильм на иностранном языке                          | • Простая история (У каждого свой шанс) / Une histoire simple (Франция) реж. Клод Соте                               |                                                                                  |
| Лучший фильм на иностранном языке                          | • Забыть Венецию / Dimenticare Venezia (Италия) реж. Франко Брузати                                                  |                                                                                  |

### Другие категории
| Категории                                                 | Лауреаты и номинанты | Лауреаты и номинанты                                                                                         |
| --------------------------------------------------------- | --- | --- |
| Лучшая музыка: Оригинальный саундтрек                     | | ★ Жорж Делерю — «Маленький роман»                                                                            |
| Лучшая музыка: Оригинальный саундтрек                     | • Лало Шифрин — «Ужас Амитивилля» | |
| Лучшая музыка: Оригинальный саундтрек                     | • Дэйв Грузин — «Чемпион» | |
| Лучшая музыка: Оригинальный саундтрек                     | • Джерри Голдсмит — «Звёздный путь: Фильм»                                                                                             | |
| Лучшая музыка: Оригинальный саундтрек                     | • Генри Манчини — «Десятка» | |
| Лучшая музыка: Запись песен к фильму, адаптация партитуры | ★ Ральф Бёрнс (адаптация партитуры) — «Весь этот джаз»                                                                                 | ★ Ральф Бёрнс (адаптация партитуры) — «Весь этот джаз»                                                       |
| Лучшая музыка: Запись песен к фильму, адаптация партитуры | • Патрик Уильямс (адаптация партитуры) — «Уходя в отрыв»                                                                               | |
| Лучшая музыка: Запись песен к фильму, адаптация партитуры | • Пол Уильямс и Кеннет Ашер (запись песен), Пол Уильямс (адаптация партитуры) — «Маппеты»                                              | |
| Лучшая песня к фильму                                     | ★ It Goes Like It Goes — «Норма Рэй» — музыка: Дэвид Шайр слова: Норман Гимбел                                                         | ★ It Goes Like It Goes — «Норма Рэй» — музыка: Дэвид Шайр слова: Норман Гимбел                               |
| Лучшая песня к фильму                                     | • I’ll Never Say 'Goodbye' — «Обещание» — музыка: Дэвид Шайр, слова: Алан Бергман и Мэрилин Бергман                                    | |
| Лучшая песня к фильму                                     | • It’s Easy To Say — «Десятка» — музыка: Генри Манчини, слова: Роберт Уэллс                                                            | |
| Лучшая песня к фильму                                     | • The Rainbow Connection — «Маппеты» — музыка и слова: Пол Уильямс и Кеннет Ашер                                                       | |
| Лучшая песня к фильму                                     | • Through the Eyes of Love — «Ледяные замки» — музыка: Марвин Хэмлиш, слова: Кэрол Байер Сейджер                                       | |
| Лучший монтаж                                             | ★ Алан Хайм — «Весь этот джаз» | ★ Алан Хайм — «Весь этот джаз»                                                                               |
| Лучший монтаж                                             | • Ричард Маркс, Уолтер Мёрч, Джералд Б. Гринберг, Лиза Фручтман — «Апокалипсис сегодня»                                                | |
| Лучший монтаж                                             | • Роберт Далва — «Чёрный скакун» | |
| Лучший монтаж                                             | • Джералд Б. Гринберг — «Крамер против Крамера»                                                                                        | |
| Лучший монтаж                                             | • Роберт Л. Вульф, Кэрролл Тимоти О’Мира — «Роза»                                                                                      | |
| Лучшая операторская работа                                | Витторио Стораро | ★ Витторио Стораро — «Апокалипсис сегодня»                                                                   |
| Лучшая операторская работа                                | Витторио Стораро | • Джузеппе Ротунно — «Весь этот джаз»                                                                        |
| Лучшая операторская работа                                | Витторио Стораро | • Фрэнк В. Филлипс — «Чёрная дыра»                                                                           |
| Лучшая операторская работа                                | Витторио Стораро | • Нестор Альмендрос — «Крамер против Крамера»                                                                |
| Лучшая операторская работа                                | Витторио Стораро | • Уильям Э. Фрейкер — «Тысяча девятьсот сорок первый»                                                        |
| Лучшая работа художника                                   | ★ Филип Розенберг, Тони Уолтон (постановщики), Эдвард Стюарт, Гари Дж. Бринк (декораторы) — «Весь этот джаз»                           | ★ Филип Розенберг, Тони Уолтон (постановщики), Эдвард Стюарт, Гари Дж. Бринк (декораторы) — «Весь этот джаз» |
| Лучшая работа художника                                   | • Майкл Сеймур, Лесли Дилли, Роджер Кристиан (постановщики), Йен Уитэйкер (декоратор) — «Чужой»                                        | |
| Лучшая работа художника                                   | • Дин Тавуларис, Анджело П. Грэхэм (постановщики), Джордж Р. Нельсон (декоратор) — «Апокалипсис сегодня»                               | |
| Лучшая работа художника                                   | • Джордж Дженкинс (постановщик), Артур Джеф Паркер (декоратор) — «Китайский синдром»                                                   | |
| Лучшая работа художника                                   | • Харольд Микелсон, Джозеф Р. Дженнингс, Леон Харрис, Джон Валлоне (постановщики), Линда Дессенна (декоратор) — «Звёздный путь: Фильм» | |
| Лучший дизайн костюмов                                    | ★ Альберт Вольски — «Весь этот джаз»                                                                                                   | ★ Альберт Вольски — «Весь этот джаз»                                                                         |
| Лучший дизайн костюмов                                    | • Ширли Расселл — «Агата» | |
| Лучший дизайн костюмов                                    | • Уильям Уэр Тэйсс — «Буч и Сандэнс: Ранние дни»                                                                                       | |
| Лучший дизайн костюмов                                    | • Джуди Муркрофт — «Европейцы» | |
| Лучший дизайн костюмов                                    | • Пьеро Този и Амбра Данон — «Клетка для чудиков»                                                                                      | |
| Лучший звук                                               | ★ Уолтер Мёрч, Марк Бергер, Ричард Бэггс, Натан Боксер — «Апокалипсис сегодня»                                                         | ★ Уолтер Мёрч, Марк Бергер, Ричард Бэггс, Натан Боксер — «Апокалипсис сегодня»                               |
| Лучший звук                                               | • Артур Пиантадоси, Лес Фрешольц, Майкл Минклер, Эл Овертон мл. — «Электрический всадник»                                              | |
| Лучший звук                                               | • Уильям Л. Маккоги, Аарон Рочин, Майкл Дж. Кохут, Джек Соломон — «Метеор»                                                             | |
| Лучший звук                                               | • Роберт Кнадсон, Роберт Гласс, Дон МакДугалл, Джин С. Кантамесса — «Тысяча девятьсот сорок первый»                                    | |
| Лучший звук                                               | • Теодор Содерберг, Дуглас О. Уильямс, Пол Уэллс, Джеймс Э. Уэбб — «Роза»                                                              | |
| Лучшие визуальные эффекты                                 | ★ Ганс Руди Гигер, Карло Рамбальди, Брайан Джонсон, Ник Аллдер и Денис Эйлинг — «Чужой»                                                | ★ Ганс Руди Гигер, Карло Рамбальди, Брайан Джонсон, Ник Аллдер и Денис Эйлинг — «Чужой»                      |
| Лучшие визуальные эффекты                                 | • Питер Элленшоу, Арт Круикшанк, Юстас Лисетт, Дэнни Ли, Харрисон Элленшоу и Джо Хейл — «Чёрная дыра»                                  | |
| Лучшие визуальные эффекты                                 | • Дерек Меддингс, Пол Уилсон и Джон Эванс — «Лунный гонщик»                                                                            | |
| Лучшие визуальные эффекты                                 | • Уильям Э. Фрейкер, А. Д. Флауэрс и Грегори Джейн — «Тысяча девятьсот сорок первый»                                                   | |
| Лучшие визуальные эффекты                                 | • Дуглас Трамбулл, Джон Дайкстра, Ричард Юрисич, Роберт Суорт, Дэйв Стюарт, Грант Маккьюн — «Звёздный путь: Фильм»                     | |
| Лучший документальный полнометражный фильм                | ★ Славный парень / Best Boy (продюсер: Айра Воль)                                                                                      | ★ Славный парень / Best Boy (продюсер: Айра Воль)                                                            |
| Лучший документальный полнометражный фильм                | • Generation on the Wind / Generation on the Wind (продюсер: Дэвид Вэссэр)                                                             | |
| Лучший документальный полнометражный фильм                | • Going the Distance / Going the Distance (продюсеры: Пол Кауэн и Жак Бобе)                                                            | |
| Лучший документальный полнометражный фильм                | • The Killing Ground / The Killing Ground (продюсеры: Стив Сингер и Том Пристли)                                                       | |
| Лучший документальный полнометражный фильм                | • Домашняя война / The War at Home (продюсеры: Гленн Силбер и Бэрри Александер Браун)                                                  | |
| Лучший документальный короткометражный фильм              | ★ Пол Робсон: Чествование артиста / Paul Robeson: Tribute to an Artist (продюсер: Сол Дж. Тьюрелл)                                     | ★ Пол Робсон: Чествование артиста / Paul Robeson: Tribute to an Artist (продюсер: Сол Дж. Тьюрелл)           |
| Лучший документальный короткометражный фильм              | • / Dae (продюсер: Ристо Теофиловски)                                                                                                  | |
| Лучший документальный короткометражный фильм              | • Koryo Celadon / Koryo Celadon (продюсеры: Дональд А. Коннолли и Джеймс Р. Мессенджер)                                                | |
| Лучший документальный короткометражный фильм              | • Гвозди / Nails (продюсер: Филлип Борсос)                                                                                             | |
| Лучший документальный короткометражный фильм              | • Remember Me / Remember Me (продюсер: Дик Янг)                                                                                        | |
| Лучший игровой короткометражный фильм                     | ★ На полном попечении / Board and Care (продюсеры: Сара Пиллсбери и Рон Эллис)                                                         | ★ На полном попечении / Board and Care (продюсеры: Сара Пиллсбери и Рон Эллис)                               |
| Лучший игровой короткометражный фильм                     | • / Bravery in the Field (продюсеры: Роман Кройтор и Стефан Водославски)                                                               | |
| Лучший игровой короткометражный фильм                     | • О брат, мой брат / Oh Brother, My Brother (продюсеры: Кэрол Лоуелл и Росс Лоуелл)                                                    | |
| Лучший игровой короткометражный фильм                     | • Солнечный фильм / The Solar Film (продюсеры: Сол Басс и Майкл Бриттон)                                                               | |
| Лучший игровой короткометражный фильм                     | • / Solly’s Diner (продюсеры: Гарри Матиас, Джей Цукерман и Ларри Хэнкин)                                                              | |
| Лучший анимационный короткометражный фильм                | ★ Каждый ребёнок / Every Child (продюсер: Дерек Ламб)                                                                                  | ★ Каждый ребёнок / Every Child (продюсер: Дерек Ламб)                                                        |
| Лучший анимационный короткометражный фильм                | • Кукла мечты / Dream Doll (продюсеры: Боб Годфри и Златко Гргич)                                                                      | |
| Лучший анимационный короткометражный фильм                | • / It’s So Nice to Have a Wolf around the House (продюсер: Пол Фирлингер)                                                             | |

### Специальные награды
| Награда                                                         | Лауреаты |
| --------------------------------------------------------------- | --- |
| Премия за особые достижения                                     | ★ Алан Сплет — «Чёрный скакун» — за звуковой монтаж |
| Премия за выдающиеся заслуги в кинематографе (Почётный «Оскар») | ★ Алек Гиннесс — за создание на экране множества блистательных образов, что привело к повышению общего уровня актёрского мастерства. (For advancing the art of screen acting through a host of memorable and distinguished performances.) |
| Премия за выдающиеся заслуги в кинематографе (Почётный «Оскар») | ★ Хэл Елиас — за самоотверженную работу в течение 25 лет в качестве члена Большого жюри Киноакадемии. (For his dedication and distinguished service to the Academy of Motion Picture Arts and Sciences.)                                  |
| Награда имени Ирвинга Тальберга                                 | ★ Рэй Старк |
| Награда имени Джина Хершолта                                    | ★ Роберт Бенджамин (посмертно) |
| Medal of Commendation                                           | ★ Джон О. Аалберг, Чарльз Дж. Кларк, Джон Г. Фрейн — в знак благодарности за их выдающиеся заслуги в поддержании высоких стандартов Академии кинематографических искусств и наук.                                                         |

## Научно-технические награды
| Категории                        | Лауреаты |
| -------------------------------- | --- |
| Academy Award of Merit           | • Марк Серрурьер — за прогрессивное развитие и превращение монтажного стола «Moviola», изобретённого в 1924 году его отцом, Айвеном Серрурьером, в современный комплекс для монтажа фильмов, известный как «Series 20».                                         |
| Scientific and Engineering Award | • Neiman-Tillar Associates, Mini-Micro Systems, Inc. — за творческую разработку (Neiman-Tiller) и за проектирование и разработку (Mini-Micro) автоматизированной системы звукового монтажа с компьютерным управлением («ACCESS») для постпродакшна кинофильмов. |
| Technical Achievement Award      | • Майкл В. Чуи, Уолтер Дж. Эггерс, Аллен Хект (MGM Laboratories) — за разработку управляемой компьютером системы программатора бумажных лент и ее приложений в кинолаборатории.                                                                                 |
| Technical Achievement Award      | • Ирвин Янг, Пол Кауфман, Фредрик Шлитер (Du Art Film Laboratories, Inc.) — за разработку управляемой компьютером системы программатора бумажных лент и ее приложений в кинолаборатории.                                                                        |
| Technical Achievement Award      | • Джеймс С. Стэнфилд, Пол У. Трестер — за разработку и изготовление устройства для ремонта или защиты звездочек в кинопленке. |
| Technical Achievement Award      | • Зоран Перишич (Courier Films, Ltd.) — за устройства «Zoptic» со специальными оптическими эффектами для киносъемки. |
| Technical Achievement Award      | • А. Д. Флауэрс, Логан Фрейзи — за разработку устройства для управления схемами полета миниатюрных самолетов при киносъемке. |
| Technical Achievement Award      | • Отдел фотоисследований Kollmorgen Corp. — за разработку специального экспонометра «Spectra Series II Cine» для киносъемки. |
| Technical Achievement Award      | • Брюс Лион, Джон Ламб — за разработку системы видеоанимации для тестирования анимационных последовательностей кинофильмов. |
| Technical Achievement Award      | • Росс Лоуелл (Lowel-Light Manufacturing, Inc.) — за разработку компактного осветительного оборудования для киносъемки. |